# Erodelia
Erodelia (do grego "eros", o deus do amor; e do latim "delia", que significa manifestação) é uma banda brasileira de rock, formada em 2010. Ganhou notoriedade ao participar da Batalha de Bandas Pepsi by Pleimo e ser selecionada com outros quatro grupos para tocar na 6ª edição do Rock in Rio em 2015.
As influências da banda, vindas principalmente dos anos 1970/80, incluem Metallica, Mötley Crüe, AC/DC, Led Zeppelin, Queen, Kiss e Black Sabbath. Dentre os artistas que já convidaram o Erodelia para abrir seus shows ou que já citaram positivamente a banda, estão Cachorro Grande, Tico Santa Cruz, Paulo Miklos e Matanza.

## História
O clipe da faixa "Essa Semana Eu Tirei pra te Odiar" teve a participação especial do diretor brasileiro Zé do Caixão. O título do EP Santa Madeira é uma brincadeira com Hollywood, que se assemelha ao termo "holy wood", que pode ser traduzido como "madeira sagrada" ou "santa madeira", como adotado no título.
Em 2014, venceu o Prêmio Rock Show na categoria Artista Rock.
Em 2020, lançaram seu primeiro álbum de estúdio, autointitulado, e com 50% da renda destinada ao tratamento e prevenção da COVID-19, no contexto da pandemia da doença.

## Integrantes
- Caio "Dell" del Lucchesi - vocal
- Yan Cambiucci - guitarra solo
- Danilove - guitarra base
- Erick Ajifu - baixo
- Heittor Jabbur - bateria

## Discografia

### Extended plays
- Me Segura Neném (2011)
- Santa Madeira (2014)
- Fora da Lei (2014)

### Álbuns
- Erodelia (2020)